# Heidenreich Droste zu Vischering (Drost, 1508)

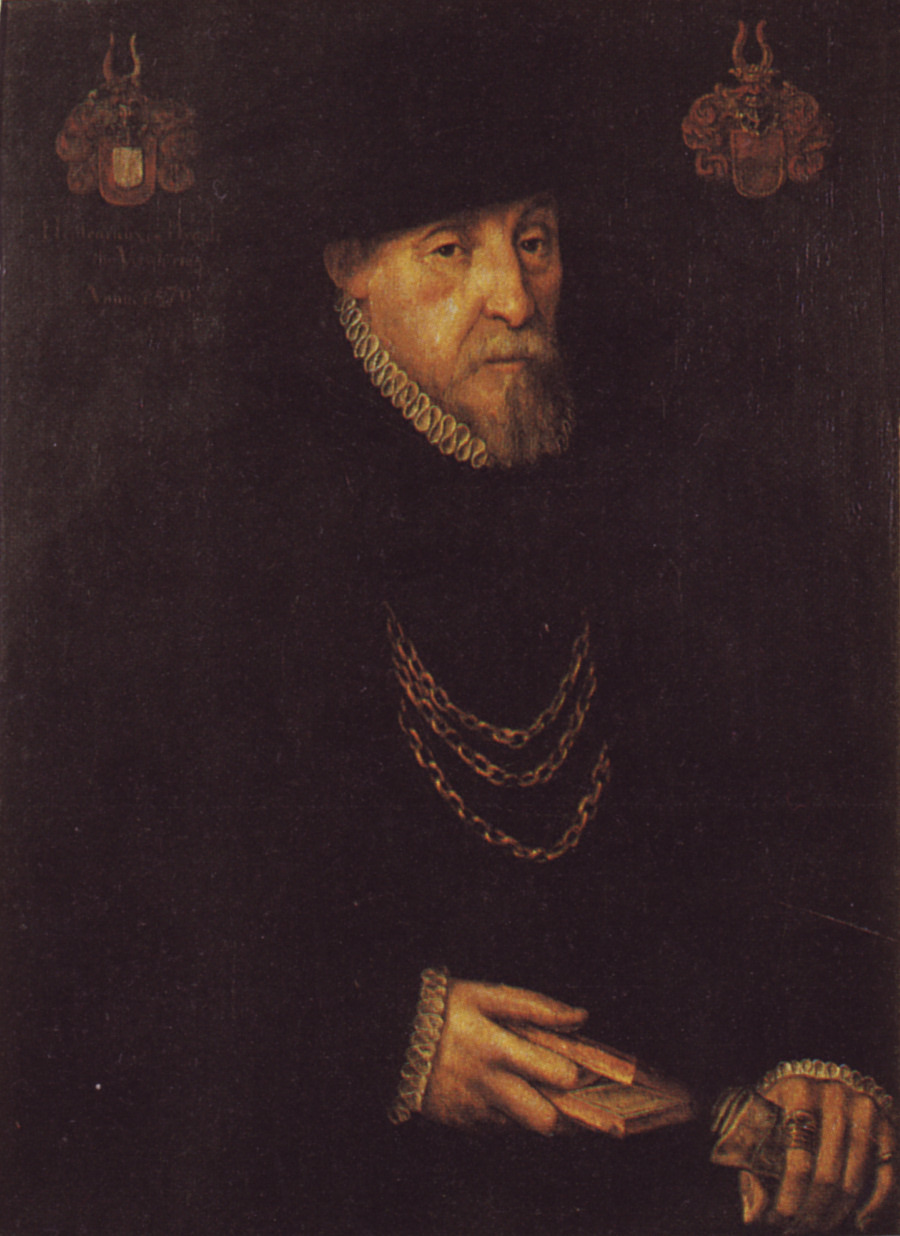
Heidenreich Droste zu Vischering

Heidenreich Droste zu Vischering, auch Heidenreich IV. genannt, (* 1508; † 1588) war Droste in den Ämtern Ahaus und Horstmar.

## Leben

### Herkunft und Familie
Heidenreich Droste zu Vischering wurde als Sohn der Eheleute Johann Droste zu Vischering und Elisabeth von Münster geboren.
Er heiratete Jaspara von Hoberg zu Kaldenhofe. Beide ließen im Jahre 1552 die Burg Vischering (wieder)errichten. Er ließ für sich und seine Frau in der Burg Vischering das berühmte Himmelbett errichten. Aus der Ehe sind zwei Töchter und zwei Söhne hervorgegangen, darunter der Sohn Heinrich (auch Heidenreich genannt) und die Tochter Jaspara, die mit Temmo von Letmathe verheiratet war. Sie waren die Eltern der Domherren Johann, Franz und Heidenreich von Letmathe.

### Beruflicher Werdegang
Mit Heidenreich begann die über 250 Jahre dauernde Ära der Drosten aus dem Hause Droste zu Vischering in den Ämtern Ahaus und Horstmar. Diese erstreckten sich vom Niederrhein bis in das westliche Münsterland und gehörten zum Territorium des Hochstifts Münster im Herrschaftsbereich der Fürstbischöfe. Der Amtsdroste hatte die Aufgabe, die Verwaltung in den jeweiligen Bezirken zu leiten. Am 9. August 1549 verpflichtete sich Heidenreich zur Ausübung des Drostenamtes und löste damit Johannes von Raesfeld ab, der dieses Amt von 1542 an innehatte. Bis zur Bestallung seines Sohnes Heinrich am 28. September 1578 blieb er in diesem wichtigen Amt. Die nachfolgenden Generationen stellten bis zum Niedergang des Hochstifts Münster nach dem Reichsdeputationshauptschluss ohne Unterbrechung die Drosten in den Ämtern Ahaus und Horstmar.

## Chronik der Amtsdrosten in Ahaus und Horstmar
- 1549–1578 Heidenreich (* 1508, † 1588)
- 1578–1616 Heidenreich (* 1540, † 1622)
- 1616–1643 Heidenreich (* 1580, † 1643)
- 1643–1678 Heidenreich (* 1616, † 1678)
- 1679–1723  Christoph Heidenreich (* 1652, † 1723)
- 1723–1751 Maximilian Heidenreich (* 1684, † 1751)
- 1751–1765 Adolf Heidenreich (* 1715, † 1776)
- 1765–1777 Clemens August Maria (* 1742, † 1790)
- 1777–1803 Adolf Heidenreich (* 1769, † 1826)[2]